# پنیر در تله (فیلم)
پنیر در تله (انگلیسی: Cheese in the Trap; کره‌ای: 치즈 인 더 트랩) یک فیلم محصول کره جنوبی سال ۲۰۱۸ در ژانر درام عاشقانه با بازی پارک هه جین، اوه یون سو و پارک کی وونگ بر پایهٔ وب‌تون کره‌ای با همین نام است. این فیلم در ۱۴ مارس ۲۰۱۸ منتشر شد.

## بازیگران
- پارک هه جین در نقش یو جونگ
- اوه یون سو در نقش هونگ سول
- پارک کی وونگ در نقش بک این هو